# Aeroportul Mount Magnet
Aeroportul Mount Magnet (IATA: MMG, ICAO: YMOG) este un aeroport din Australia de Vest, Australia. Aeroportul a fost tranzitat în 2017 de 11.461 de pasageri.
Situat la o altitudine de 408 m, aeroportul dispune de o singură pistă. Este operat de Shire of Mount Magnet⁠(d).